# 王立サン・フェルナンド美術アカデミー
王立サン・フェルナンド美術アカデミー（おうりつサン・フェルナンドびじゅつアカデミー、西: Real Academia de Bellas Artes de San Fernando）は、スペイン、マドリード中心部にある美術学校および美術館。

## 歴史
発祥は啓蒙時代にさかのぼる。1744年に王令によってアカデミーが設置された。フェルナンド6世時代の1752年に王立サン・フェルナンド三大芸術アカデミーとして、絵画・建築・彫刻の分野で活動を始めた。約20年後、国王カルロス3世は元バロック様式の邸宅を購入し、建築家ディエゴ・デ・ビリャヌエバに命じてアカデミーが使用できるよう改装させた。ビリャヌエバはバロックの要素を取り払い、新古典主義様式に改めた。1873年に現在の名称となり、音楽部門が設置された。のち、美術館や画廊が設けられ、現在は15世紀から20世紀までの画家の作品を収めている。同じ建物内にはマドリード美術アカデミーの本部がある。
フランシスコ・デ・ゴヤはかつてこのアカデミーのディレクターを務めた。アカデミー在籍者の中には、パブロ・ピカソ、サルバドール・ダリ、フェルナンド・ボテロらがいる。

## 美術館
絵画の指導および保存と平行して、かつてのスペイン宰相マヌエル・デ・ゴドイの美術コレクションの一部など、スペイン絵画、ゴヤの作品、イタリア絵画を常設展示している。18世紀の作品を中心とした彫刻作品も展示している。

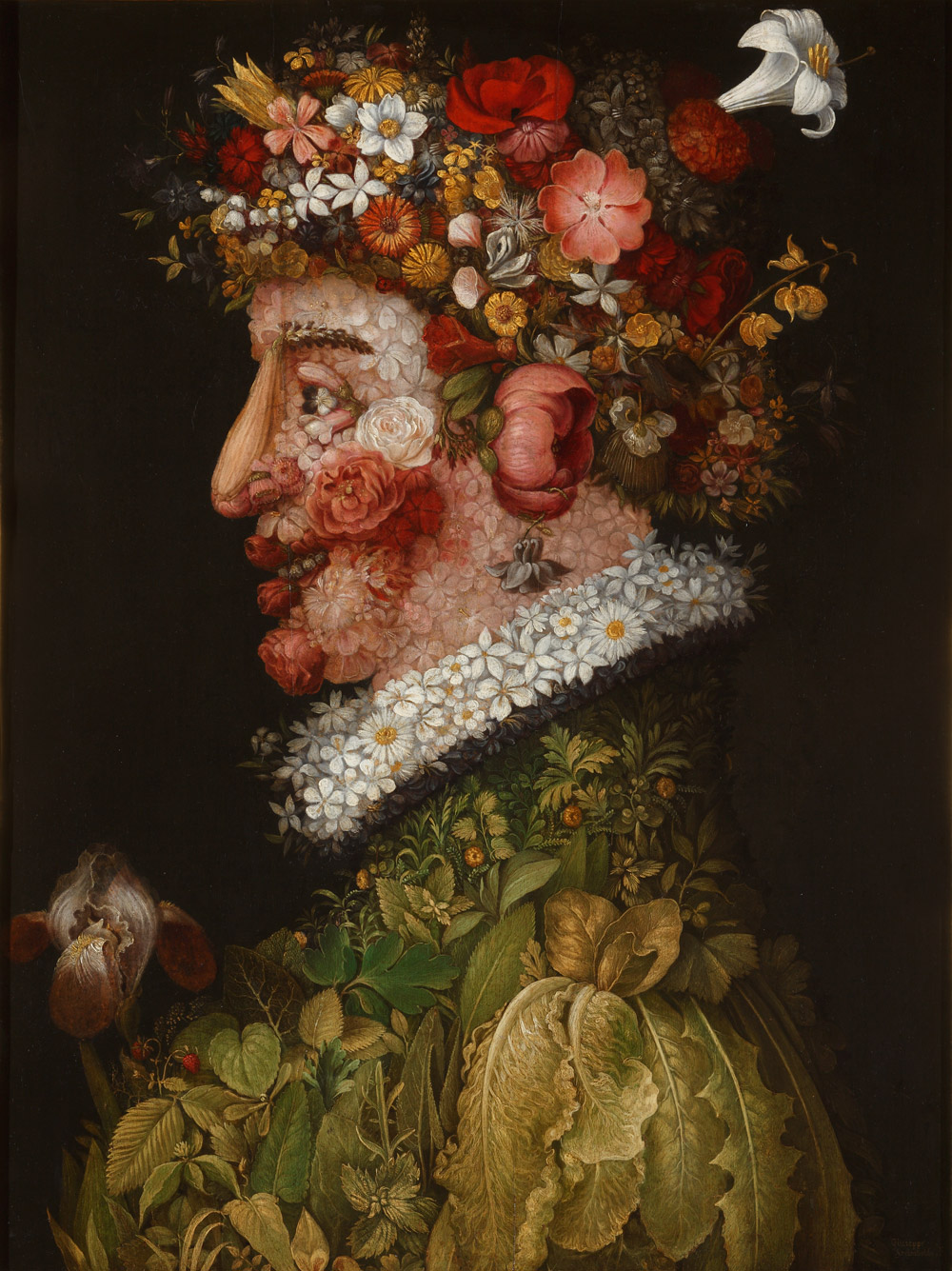
ジュゼッペ・アルチンボルド『春』1563年
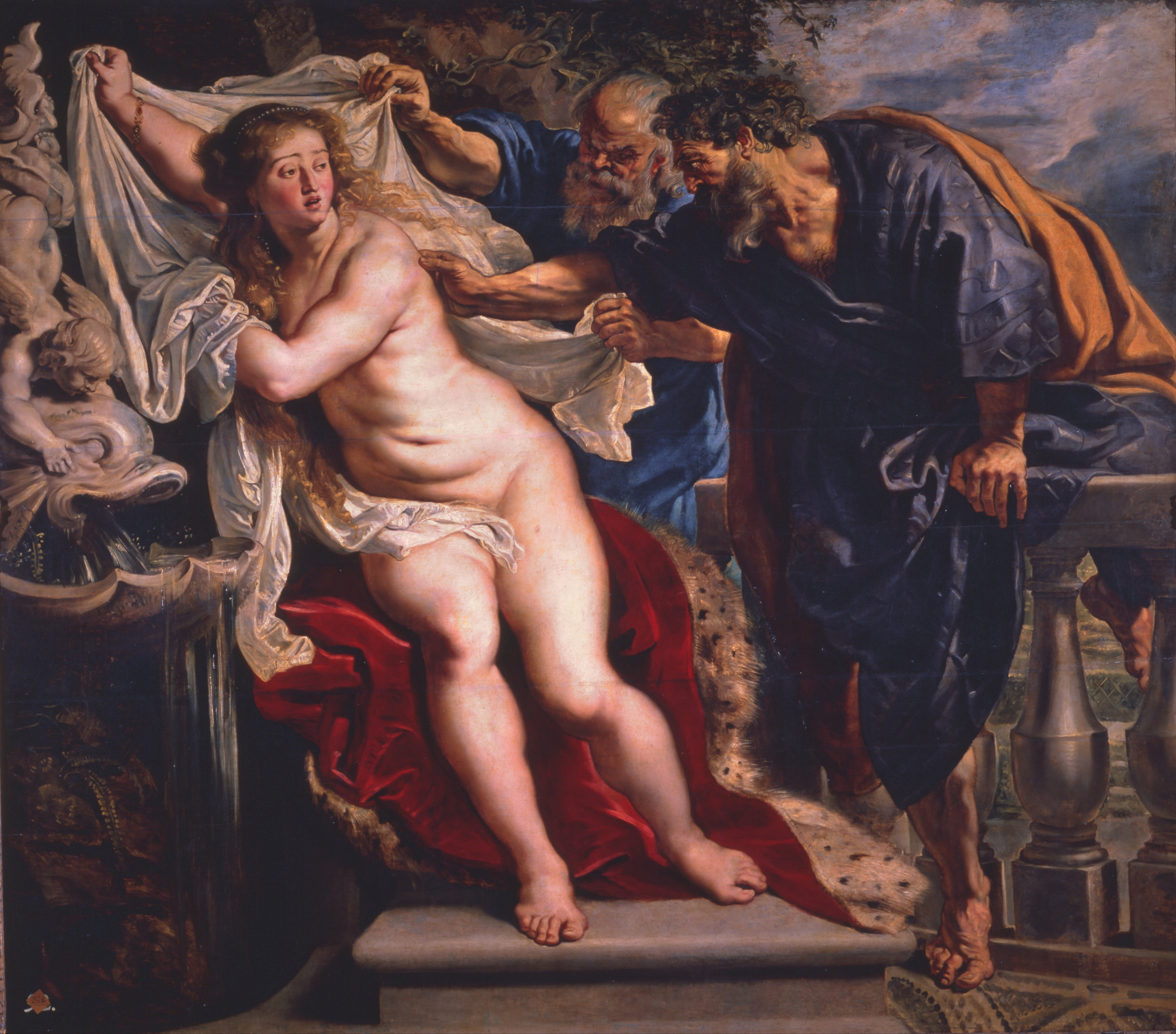
ピーテル・パウル・ルーベンス『スザンナと長老たち』1610年頃
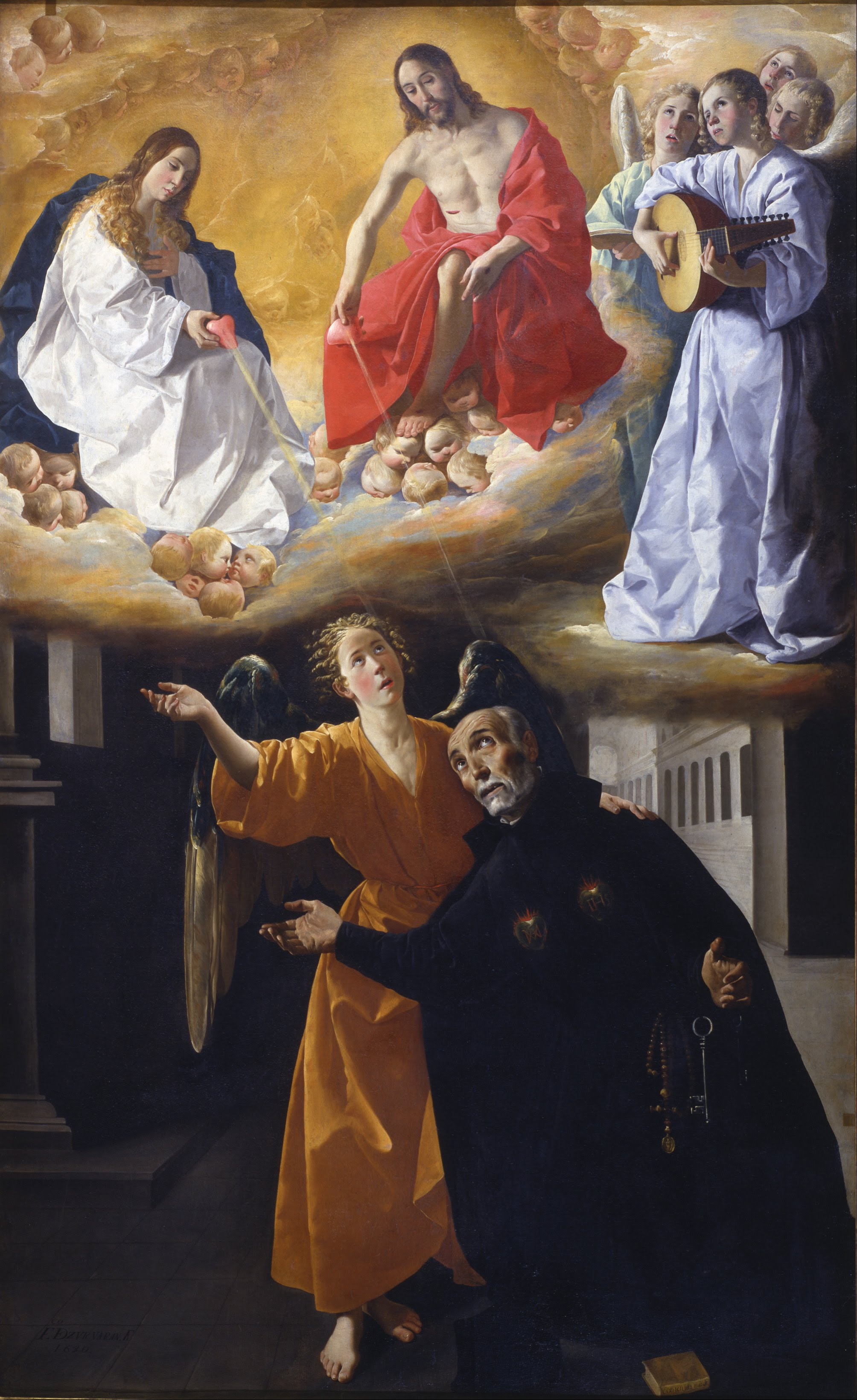
フランシスコ・デ・スルバラン『聖アルフォンソ・ロドリゲスの幻視』1630年
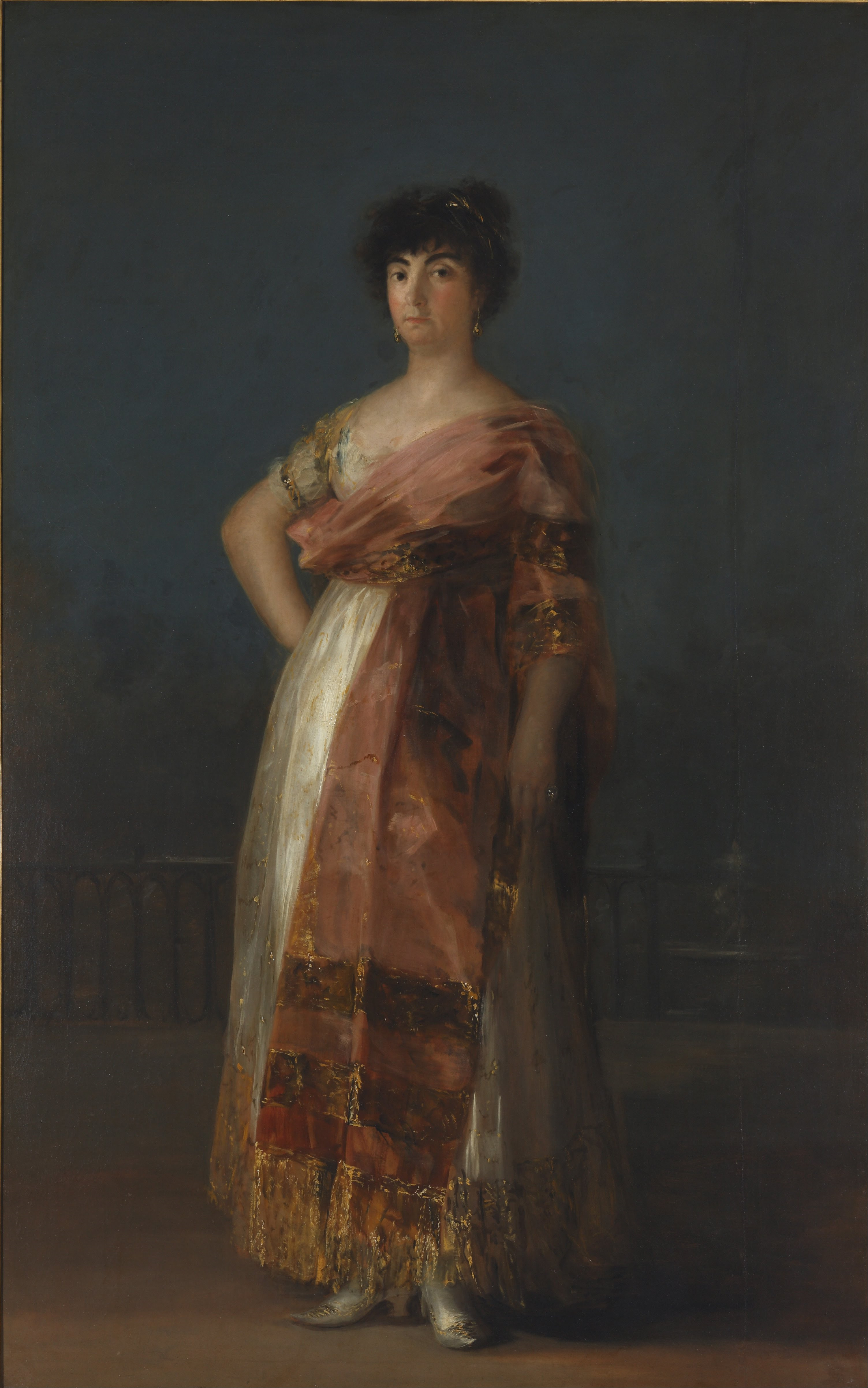
フランシスコ・デ・ゴヤ『ラ・ティラナ』1799年-1800年
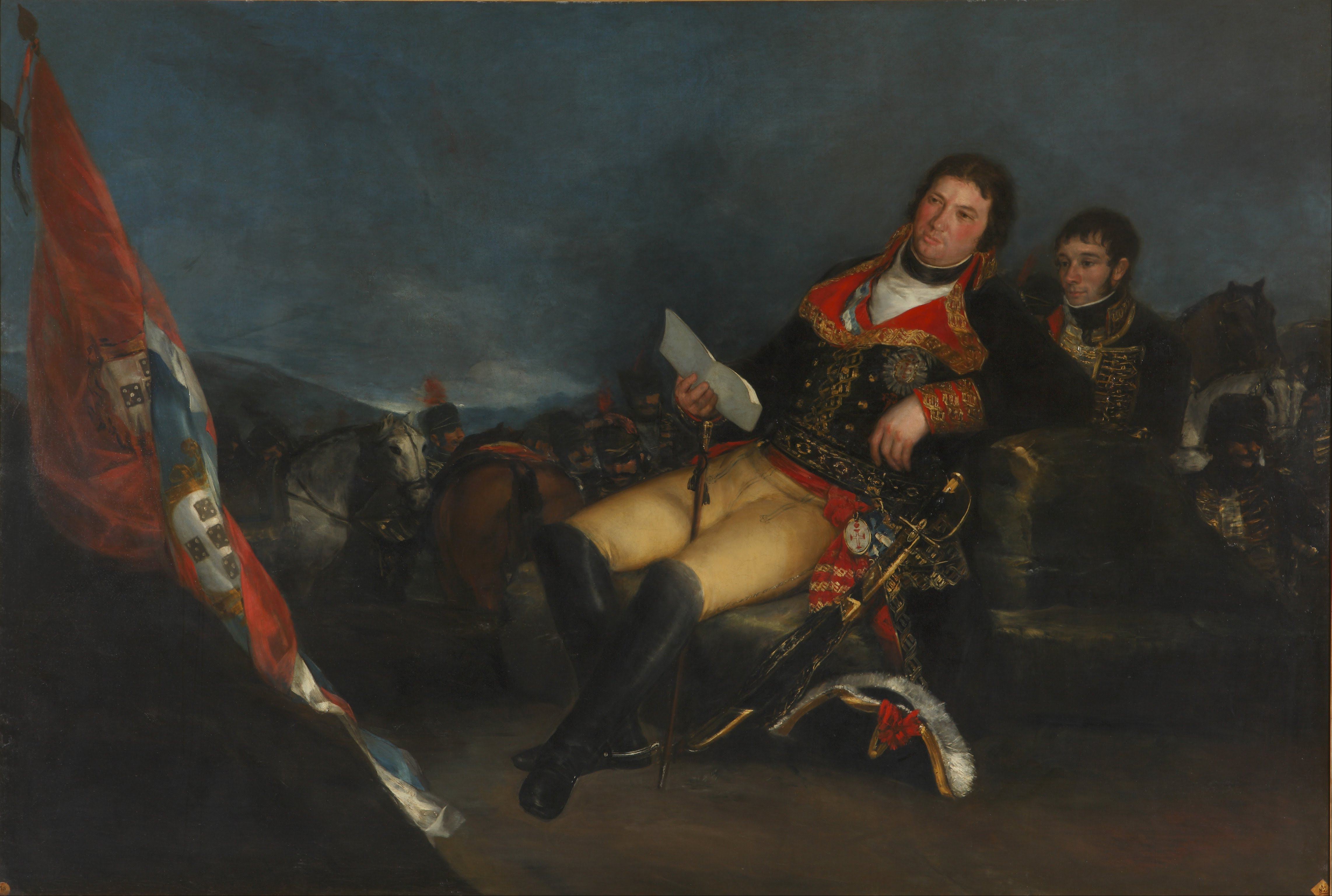
フランシスコ・デ・ゴヤ『マヌエル・デ・ゴドイの肖像』1801年
フランシスコ・デ・ゴヤ『鰯の埋葬』1812年と1819年の間
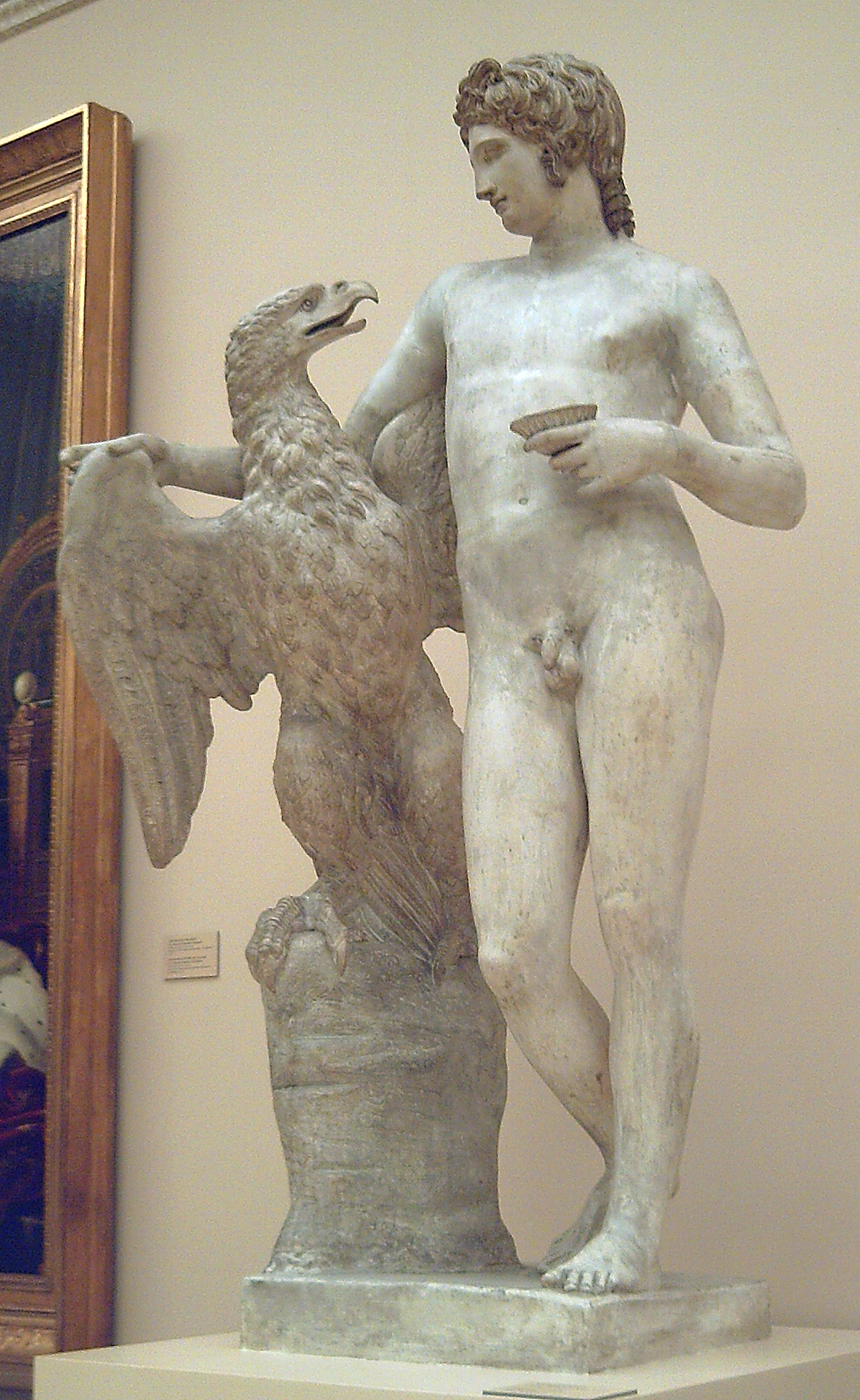
ホセ・アルバレス・クベロ『ガニュメデス』1804年